# Edison Studio
Edison Studio ist ein Komponistenkollektiv und ein elektroakustisches Musikensemble. Es wurde 1993 in Rom von den Komponisten Mauro Cardi, Luigi Ceccarelli, Fabio Cifariello Ciardi und Alessandro Cipriani gegründet.
Edison Studio ist seit 20 Jahren in der elektroakustischen Musikszene aktiv, dank Auszeichnungen und Preisen, die sie für ihre Kompositionen erhalten haben (International Computer Music Conference 1993–1995, 1997, 1999–2003, 2008, Institut international de musique électroacoustique de Bourges 1996–1998, Main Prize Musica Nova 1996, Prag, Prix Ars Electronica Prix 1997, 1998 usw.). Edison Studio hat Musikproduktionen für die Biennale di Venezia (2000 und 2001), das Ravenna Festival (1999, 2000, 2004, 2008, 2016, 2017), das RomaEuropa Festival (2016, 2017), Moskow Autumn Festival 2012, REDCAT Disney/California Institute of the Arts Theater Los Angeles 2005, u. a. realisiert.
Unter den Produktionen von Edison Studio sind: Zarbing, CD, herausgegeben von CNI Unite, mit dem persischen Perkussionisten Mahammad Ghavi-Helm, des Weiteren Live Kinokonzerte für die folgenden Stummfilme: Die letzten Tage von Pompeji (1913), Erpressung von Alfred Hitchcock, En Dirigeable sur le Champs de Bataille, L’Inferno (1911), Das Cabinet des Dr. Caligari von Robert Wiene und Panzerkreuzer Potemkin von Sergei Michailowitsch Eisenstein. Die letzten 3 Soundtracks erschienen 2011, 2016 and 2017 auf DVD von der Cineteca di Bologna als Dolby Surround 5.1 und Stereo Versionen in der Il Cinema Ritrovato Serie. Die Soundtracks für die Stummfilme beinhalten Stimmen und Umgebungsgeräusche in der Musik. Ihre klanglichen Neuinterpretationen der stummen Kinomeisterwerke erregten die Aufmerksamkeit einiger Kinospezialisten wie Sergio Miceli und Giulio Latini sowie anderen Universitätsprofessoren, die Artikel verfassten, die in dem Buch „Edison Studio, il Silent Film e l’Elettronica in Relazione Intermediale “ (Edison Studio, Stummfilm und Elektronik in intermediären Beziehungen) über die Soundtracks von Edison Studio erschienen sind, veröffentlicht bei Exorma mit der Unterstützung der Universität Rom III. Der Soundtrack für Das Cabinet des Dr. Caligari hat ausgezeichnete Kritiken erhalten, darunter die von David Kim-Boyle im Computer Music Journal (MIT Press) über die Weltpremiere dieses Stückes auf der International Computer Music Conference 2003 an der National University of Singapore.

## Diskographie
- Zarbing[21], Mahammad Ghavi Helm, Tombak, Daf, CNI[22] – La Frontiera – RAI Trade (RTP0090)
- Edison Studio, (DVD), Videoarbeiten von Giulio Latini und Silvia Di Domenico Auditorium Edizioni[23]
- Inferno, DVD mit dem Soundtrack von Edison Studio für den gleichnamigen Film von Francesco Bertolini, Adolfo Padovan, Giuseppe De Liguoro; Cineteca di Bologna DVD, L’immagine Ritrovata Serie CR/10
- Das Cabinet des Dr. Caligari, DVD mit dem Soundtrack von Edison Studio für den gleichnamigen Film von Robert Wiene; DVD Cineteca di Bologna, L’immagine Ritrovata Serie CR/19
- Panzerkreuzer Potemkin, DVD mit dem Soundtrack von Edison Studio für den gleichnamigen Film von Sergei Eisenstein (mit Vincenzo Core); DVD Cineteca di Bologna, L’immagine Ritrovata Serie CR/25

## Bibliografie
- Marco Maria Gazzano (Hrsg.): Edison Studio, il silent film e l'elettronica in relazione intermediale. Exorma, Rome 2014, ISBN 978-88-95688-89-3 (italienisch, exormaedizioni.com).
- Cipriani, Alessandro; Cifariello Ciardi, Fabio; Cardi, Mauro; Ceccarelli, Luigi (December 2004). "Collective Composition: the Case of Edison Studio"[24]. Organised Sound. Cambridge University Press. Issue 3, Volume 9: 261–270. ISSN 1355-7718